# Saint-Just-et-Vacquières
Pour les articles homonymes, voir Saint-Just.
Saint-Just-et-Vacquières est une commune française située dans le nord du département du Gard, en région Occitanie.
Exposée à un climat méditerranéen, elle est drainée par la Droude, l'Alauzène, le ruisseau des Troubadours et par divers autres petits cours d'eau. La commune possède un patrimoine naturel remarquable composé d'une zone naturelle d'intérêt écologique, faunistique et floristique.
Saint-Just-et-Vacquières est une commune rurale qui compte 326 habitants en 2022, après avoir connu un pic de population de 631 habitants en 1881. Elle fait partie de l'aire d'attraction d'Alès. Ses habitants sont appelés les Justiérois ou  Justiéroises.

## Géographie
Le village est situé à 14 km d'Alès par la route (via RD6 puis RD7), au nord du Gard.
| Les Plans                | Brouzet-lès-Alès         | Seynes    |
| Mons, Monteils           | Saint-Just-et-Vacquières | Aigaliers |
| Saint-Hippolyte-de-Caton | Euzet                    | Baron     |

### Climat
Pour des articles plus généraux, voir Climat de l'Occitanie et Climat du Gard.
En 2010, le climat de la commune est de type climat méditerranéen franc, selon une étude s'appuyant sur une série de données couvrant la période 1971-2000. En 2020, Météo-France publie une typologie des climats de la France métropolitaine dans laquelle la commune est exposée à un climat méditerranéen et est dans la région climatique Provence, Languedoc-Roussillon, caractérisée par une pluviométrie faible en été, un très bon ensoleillement (2 600 h/an), un été chaud (21,5 °C), un air très sec en été, sec en toutes saisons, des vents forts (fréquence de 40 à 50 % de vents > 5 m/s) et peu de brouillards.
Pour la période 1971-2000, la température annuelle moyenne est de 13,6 °C, avec une amplitude thermique annuelle de 17,4 °C. Le cumul annuel moyen de précipitations est de 1 007 mm, avec 6,8 jours de précipitations en janvier et 3,5 jours en juillet. Pour la période 1991-2020, la température moyenne annuelle observée sur la station météorologique la plus proche, située sur la commune de Brouzet-lès-Alès à 3 km à vol d'oiseau, est de 13,5 °C et le cumul annuel moyen de précipitations est de 923,9 mm,. Pour l'avenir, les paramètres climatiques de la commune estimés pour 2050 selon différents scénarios d’émission de gaz à effet de serre sont consultables sur un site dédié publié par Météo-France en novembre 2022.

### Milieux naturels et biodiversité

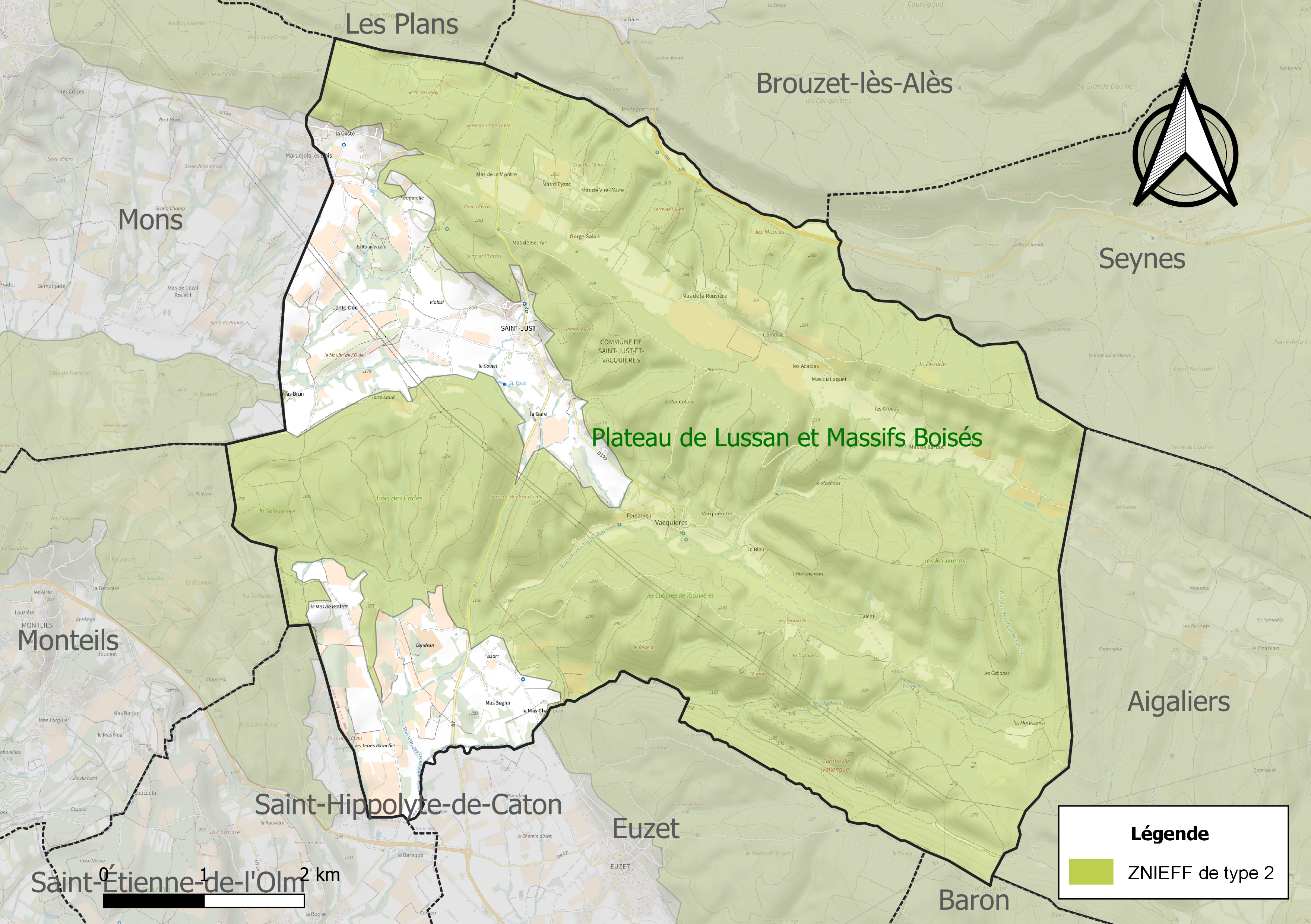
Carte de la ZNIEFF de type 2 localisée sur la commune.

L’inventaire des zones naturelles d'intérêt écologique, faunistique et floristique (ZNIEFF) a pour objectif de réaliser une couverture des zones les plus intéressantes sur le plan écologique, essentiellement dans la perspective d’améliorer la connaissance du patrimoine naturel national et de fournir aux différents décideurs un outil d’aide à la prise en compte de l’environnement dans l’aménagement du territoire.
Une ZNIEFF de type 2 est recensée sur la commune :
le « plateau de Lussan et Massifs Boisés » (37 159 ha), couvrant 40 communes du département.

## Urbanisme

### Typologie
Au 1er janvier 2024, Saint-Just-et-Vacquières est catégorisée commune rurale à habitat très dispersé, selon la nouvelle grille communale de densité à sept niveaux définie par l'Insee en 2022.
Elle est située hors unité urbaine. Par ailleurs la commune fait partie de l'aire d'attraction d'Alès, dont elle est une commune de la couronne,. Cette aire, qui regroupe 64 communes, est catégorisée dans les aires de 50 000 à moins de 200 000 habitants,.

### Occupation des sols
L'occupation des sols de la commune, telle qu'elle ressort de la base de données européenne d’occupation biophysique des sols Corine Land Cover (CLC), est marquée par l'importance des forêts et milieux semi-naturels (72,5 % en 2018), en augmentation par rapport à 1990 (70,7 %). La répartition détaillée en 2018 est la suivante : 
forêts (63,5 %), zones agricoles hétérogènes (17,6 %), cultures permanentes (9,9 %), milieux à végétation arbustive et/ou herbacée (9 %). L'évolution de l’occupation des sols de la commune et de ses infrastructures peut être observée sur les différentes représentations cartographiques du territoire : la carte de Cassini (XVIIIe siècle), la carte d'état-major (1820-1866) et les cartes ou photos aériennes de l'IGN pour la période actuelle (1950 à aujourd'hui).

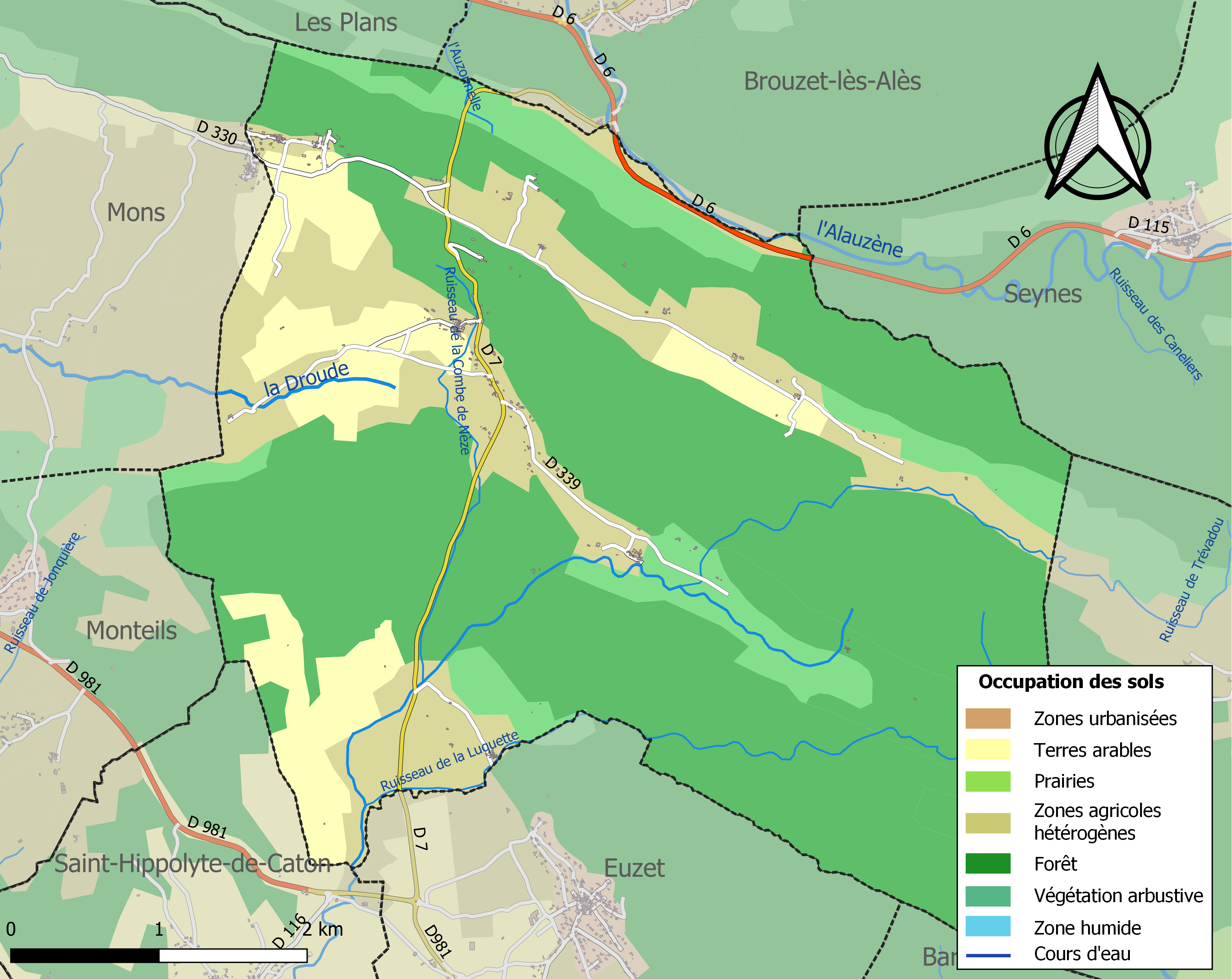
Carte des infrastructures et de l'occupation des sols de la commune en 2018 (CLC).

### Risques majeurs
Le territoire de la commune de Saint-Just-et-Vacquières est vulnérable à différents aléas naturels : météorologiques (tempête, orage, neige, grand froid, canicule ou sécheresse), inondations, feux de forêts, mouvements de terrains et séisme (sismicité modérée). Il est également exposé à un risque technologique, le transport de matières dangereuses, et à un risque particulier : le risque de radon. Un site publié par le BRGM permet d'évaluer simplement et rapidement les risques d'un bien localisé soit par son adresse soit par le numéro de sa parcelle.

#### Risques naturels
Certaines parties du territoire communal sont susceptibles d’être affectées par le risque d’inondation par débordement de cours d'eau et par une crue torrentielle ou à montée rapide de cours d'eau, notamment l'Alauzène et la Droude. La commune a été reconnue en état de catastrophe naturelle au titre des dommages causés par les inondations et coulées de boue survenues en 1982, 1983, 1987, 1992, 1993, 1997, 2001, 2002, 2010 et 2014,.

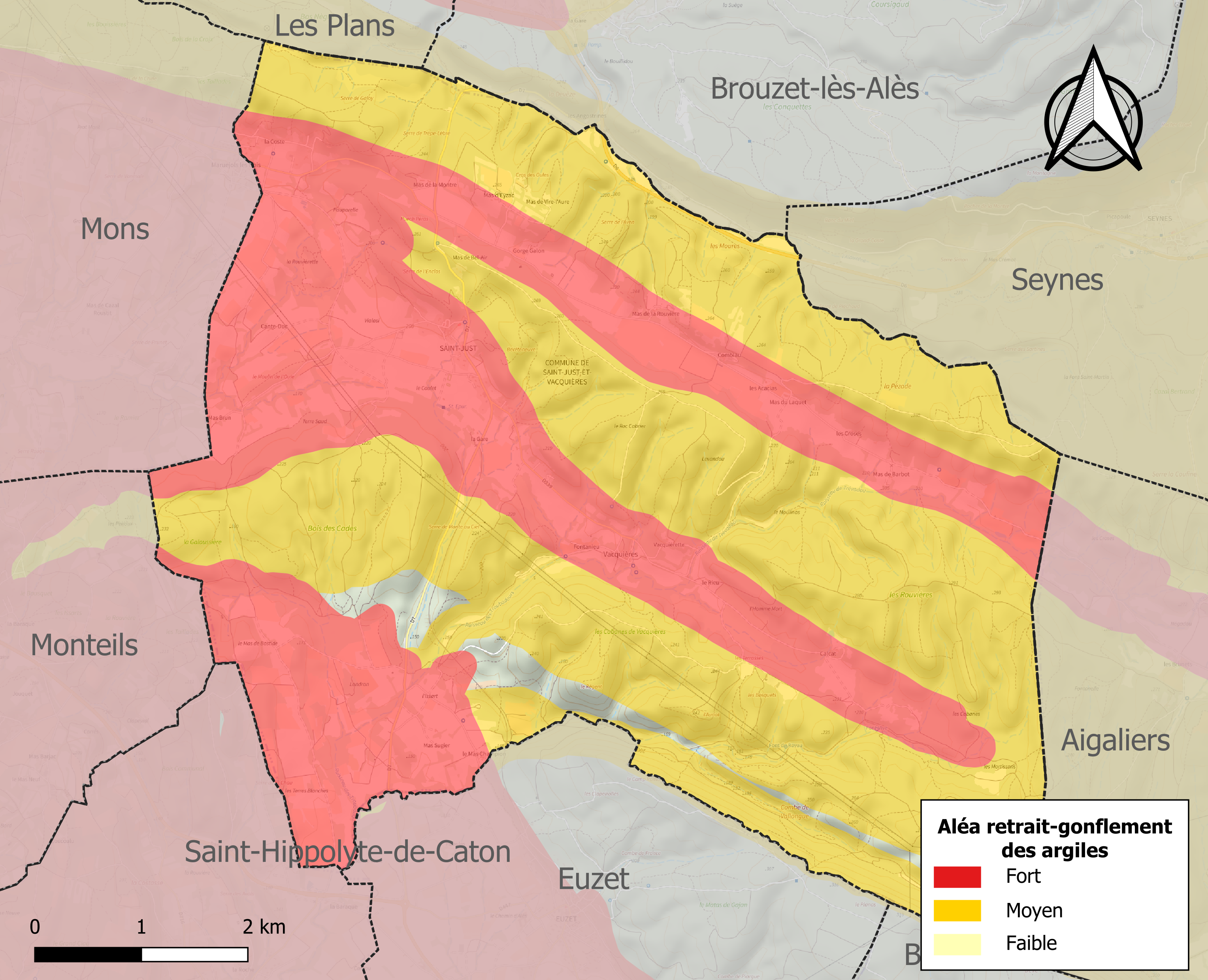
Carte des zones d'aléa retrait-gonflement des sols argileux de Saint-Just-et-Vacquières.

La commune est vulnérable au risque de mouvements de terrains constitué principalement du retrait-gonflement des sols argileux. Cet aléa est susceptible d'engendrer des dommages importants aux bâtiments en cas d’alternance de périodes de sécheresse et de pluie. 97,4 % de la superficie communale est en aléa moyen ou fort (67,5 % au niveau départemental et 48,5 % au niveau national). Sur les 152 bâtiments dénombrés sur la commune en 2019, 152 sont en aléa moyen ou fort, soit 100 %, à comparer aux 90 % au niveau départemental et 54 % au niveau national. Une cartographie de l'exposition du territoire national au retrait gonflement des sols argileux est disponible sur le site du BRGM,.
Par ailleurs, afin de mieux appréhender le risque d’affaissement de terrain, l'inventaire national des cavités souterraines permet de localiser celles situées sur la commune.
Concernant les mouvements de terrains, la commune a été reconnue en état de catastrophe naturelle au titre des dommages causés par la sécheresse en 2012 et 2017 et par des mouvements de terrain en 1983.

#### Risques technologiques
Le risque de transport de matières dangereuses sur la commune est lié à sa traversée par des infrastructures routières ou ferroviaires importantes ou la présence d'une canalisation de transport d'hydrocarbures. Un accident se produisant sur de telles infrastructures est en effet susceptible d’avoir des effets graves au bâti ou aux personnes jusqu’à 350 m, selon la nature du matériau transporté. Des dispositions d’urbanisme peuvent être préconisées en conséquence.

#### Risque particulier
Dans plusieurs parties du territoire national, le radon, accumulé dans certains logements ou autres locaux, peut constituer une source significative d’exposition de la population aux rayonnements ionisants. Certaines communes du département sont concernées par le risque radon à un niveau plus ou moins élevé. Selon la classification de 2018, la commune de Saint-Just-et-Vacquières est classée en zone 2, à savoir zone à potentiel radon faible mais sur lesquelles des facteurs géologiques particuliers peuvent faciliter le transfert du radon vers les bâtiments.

## Toponymie
Les textes les plus anciens mentionnent deux communautés distinctes : Locus de Sancto Justo et Mansus de Vaqueris.
Vacquières : du latin vaccaria, du mot latin vacca (« vache ») avec le suffixe –aria.

## Histoire
Les deux communautés distinctes : Locus de Sancto Justo et Mansus de Vaqueris au XVe siècle, se sont groupées en une seule paroisse : Sanctus Justus de Bertannavis qui deviendra Saint-Just-et-Vacquières dans les siècles suivants. Ce regroupement a également concerné quelques hameaux répartis sur 2 300 hectares, Maruéjols-les-Bois, Mas Champion, Calcat, la vallée de Combleau.
La réforme aux XVIe et XVIIe siècles apportera des troubles, la prise de la paroisse par l'armée des princes de Navarre et de Condé en 1570 et la destruction de l'église, qui ne sera reconstruite qu'en 1638. Puis, après la révocation de l'Édit de Nantes il y aura des persécutions, les déportations et la fuite de nombreux réformés, et les incursions des camisards réfugiés dans les bois autour de Ravanel et Cavalier. Mais on notera par la suite, dans une population catholique pour un tiers et protestante pour deux tiers, de nombreux consuls protestants pendant l'Ancien Régime, puis des maires protestants après la Révolution, ce qui est symbolique...
La Révolution, elle, apporte ici comme ailleurs beaucoup de changements et de difficultés : un réveil des rivalités de religion, puis la constitution civile du clergé et les persécutions religieuses, la confiscation et la vente des biens de l'église, la création d'un culte d'État : la fête de l'Être suprême fut reportée à la dernière décade du mois de prairial, an II (juin 1794). Le peuple marchait en triomphe, un rameau de chêne à la main, garni le plus souvent de rubans tricolores. Les filles étaient habillées en blanc, avec également des rubans tricolores. Mais François Lachize, domestique du citoyen Antoine Domergue, requis de prendre un rameau et de marcher posément jusqu'à l'arbre de la liberté, refusa d'obéir et se coucha par terre. De plus, requis d'aller conduire des mules à Montpellier, il refusa et s'évada de la commune. Le conseil décida alors de porter plainte auprès du directoire de l'administration du district d'Uzès. Le 29 prairial an III, la position du juge est affirmée : « le juge d'instruction du district d'Uzès a appris que beaucoup d'instituteurs des communes avaient trempé dans l'affreux système de Robespierre et qu'ils s'en étaient montré les plus zélés partisans, il ne veut faire aucune nomination avant que les municipalités aient été épurées, vu que ce choix est de la plus grande importance puisqu'il s'agit de confier l'espoir de la patrie, c'est-à-dire nos propres enfants, entre les mains d'un homme qui doit leur communiquer non seulement ses talents mais encore ses principes et ses mœurs par sa morale et ses exemples ». Des réquisitions de main d'œuvre, de nourriture et fournitures pour l'armée, seront imposées, comme cette curieuse corvée : « En vertu de la loi concernant la fabrication de salin tous les citoyens, surtout les femmes et les enfants, sont requis de ramasser dix livres de cendres, sous peiné d'être considéré comme suspect ».

Au cours de la Révolution française, la commune porte provisoirement le nom de Bartanave ou de Bertanave.
Château de Vacquières.
Pierre de la Tour du Pin -Gouvernet, est baron de Malérargues, seigneur d’Euzet et Vacquières. Il habite le château, par héritage des de Ginestoux et s'installe  en Languedoc, où il fortifie son ancrage par son mariage, en 1633, avec Louise de Calvet. Il en a six enfants, dont cinq garçons, appelés successivement de Mérargues, de St-Just, de Heyrières et de Fontanilles.
Le château de Vacquières est une construction datant de la fin du XVIe siècle et du début du XVIIe siècle.  Il est de la même époque que le château de Valence, Gard.

### LeXIXesiècle
Le XIXe siècle sera d'abord pour Saint-Just une période de relative prospérité, avec le développement de la sériciculture, le passage de la ligne de chemin de fer, la création vers 1860 d'une grande foire le 29 septembre. Puis la crise agricole de la fin du siècle surviendra, avec un lent déclin démographique qui ne s'inversera qu'à la fin du XXe siècle.
La dispersion de l'habitat entraînait de fréquentes rivalités, que l'on retrouve dans beaucoup de comptes-rendus des conseils municipaux. De grandes discussions avaient lieu dans le passé pour la gestion de la commune : date du ban des vendanges (autorisation pour commencer les vendanges), tracé des zones de parcours dans les bois communaux des bêtes, « aumailles » et des bêtes à laine, répartition des droits de coupes affouagères, ramassage des glands. Ces sujets peuvent paraître futiles, mais dans une économie exclusivement agricole, l'utilisation des moindres ressources de la forêt communale tenait jadis à côté de la vigne, des céréales et de l'élevage, une place dont on a du mal aujourd'hui à évaluer l'importance.
Cependant, la grande source de tracas était extérieure. Elle venait d'une rivalité tenace entre Saint-Just et Euzet. En effet, les deux communes possédaient des bois en commun sur le territoire de Saint-Just : deux tiers plus un dix-huitième pour Saint-Just, un tiers moins un dix-huitième pour Euzet. Et elles s'accusaient mutuellement, chaque année, de s'être spoliées de cette ressource, d'où d'interminables procès devant l'intendant du Languedoc, puis devant le préfet, qui leur coûtaient en procédure des sommes considérables et qui ne cessèrent qu'avec la perte de l'importance économique de ces bois car on ne put jamais s'entendre pour faire cesser ce partage.

## Héraldique
| Blason de Saint-Just-et-Vacquières | Blason  | De sable à une vache d'argent cornée, onglée, colletée et clarinée d'or, au chef losangé d'or et de sable. |
| Blason de Saint-Just-et-Vacquières | Détails | Armes parlantes. (vache/Vacquières) Le statut officiel du blason reste à déterminer.                       |

## Politique et administration

### Rattachements électoraux
Pour l'élection des députés, elle fait partie de la quatrième circonscription du Gard.

### Tendances politiques et résultats
| Période                                  | Période  | Identité          | Étiquette | Qualité                    |
| ---------------------------------------- | -------- | ----------------- | --------- | -------------------------- |
| avant 1981                               | ?        | Louis Trenquier   | MRG       |                            |
| mars 2001                                | 2008     | Fernand Joffre    | PRG       |                            |
| 2008                                     | En cours | Jean-Michel Burel | DVG       | Retraité de l'enseignement |
| Les données manquantes sont à compléter. |          |                   |           |                            |

Fernand Joffre a présenté la candidature de Christiane Taubira à l'élection présidentielle de 2002.

## Démographie
L'évolution du nombre d'habitants est connue à travers les recensements de la population effectués dans la commune depuis 1793. Pour les communes de moins de 10 000 habitants, une enquête de recensement portant sur toute la population est réalisée tous les cinq ans, les populations de référence des années intermédiaires étant quant à elles estimées par interpolation ou extrapolation. Pour la commune, le premier recensement exhaustif entrant dans le cadre du nouveau dispositif a été réalisé en 2005.

En 2022, la commune comptait 326 habitants, en évolution de +7,95 % par rapport à 2016 (Gard : +2,97 %, France hors Mayotte : +2,11 %).
| 1793 | 1800 | 1806 | 1821 | 1831 | 1836 | 1841 | 1846 | 1851 |
| ---- | ---- | ---- | ---- | ---- | ---- | ---- | ---- | ---- |
| 300  | 302  | 308  | 372  | 438  | 458  | 459  | 505  | 488  |

| 1856 | 1861 | 1866 | 1872 | 1876 | 1881 | 1886 | 1891 | 1896 |
| ---- | ---- | ---- | ---- | ---- | ---- | ---- | ---- | ---- |
| 494  | 510  | 497  | 490  | 483  | 631  | 486  | 474  | 452  |

| 1901 | 1906 | 1911 | 1921 | 1926 | 1931 | 1936 | 1946 | 1954 |
| ---- | ---- | ---- | ---- | ---- | ---- | ---- | ---- | ---- |
| 425  | 368  | 412  | 282  | 269  | 221  | 229  | 197  | 177  |

| 1962 | 1968 | 1975 | 1982 | 1990 | 1999 | 2005 | 2006 | 2010 |
| ---- | ---- | ---- | ---- | ---- | ---- | ---- | ---- | ---- |
| 168  | 136  | 141  | 190  | 231  | 259  | 260  | 263  | 299  |

| 2015 | 2020 | 2022 | - | - | - | - | - | - |
| ---- | ---- | ---- | - | - | - | - | - | - |
| 300  | 322  | 326  | - | - | - | - | - | - |

## Cinéma
Le film documentaire Mon Maître d'école de Émilie Thérond, sorti en 2016, a été tourné à Saint-Just-et-Vacquières et le personnage principal est Jean-Michel Burel alors instituteur et maire.

## Économie

### Revenus
En 2018  (données Insee publiées en septembre 2021), la commune compte 109 ménages fiscaux, regroupant 276 personnes. La médiane du revenu disponible par unité de consommation est de 21 280 € (20 020 € dans le département).

### Emploi
|                | 2008   | 2013  | 2018  |
| -------------- | ------ | ----- | ----- |
| Commune        | 11,5 % | 8,3 % | 5,4 % |
| Département    | 10,6 % | 12 %  | 12 %  |
| France entière | 8,3 %  | 10 %  | 10 %  |

En 2018, la population âgée de 15 à 64 ans s'élève à 160 personnes, parmi lesquelles on compte 68,9 % d'actifs (63,5 % ayant un emploi et 5,4 % de chômeurs) et 31,1 % d'inactifs,. En  2018, le taux de chômage communal (au sens du recensement) des 15-64 ans est inférieur à celui de la France et du département, alors qu'en 2008 la situation était inverse.
La commune fait partie de la couronne de l'aire d'attraction d'Alès, du fait qu'au moins 15 % des actifs travaillent dans le pôle,. Elle compte 34 emplois en 2018, contre 39 en 2013 et 36 en 2008. Le nombre d'actifs ayant un emploi résidant dans la commune est de 112, soit un indicateur de concentration d'emploi de 30 % et un taux d'activité parmi les 15 ans ou plus de 47,5 %.
Sur ces 112 actifs de 15 ans ou plus ayant un emploi, 31 travaillent dans la commune, soit 27 % des habitants. Pour se rendre au travail, 82,9 % des habitants utilisent un véhicule personnel ou de fonction à quatre roues, 0,9 % les transports en commun, 3,5 % s'y rendent en deux-roues, à vélo ou à pied et 12,8 % n'ont pas besoin de transport (travail au domicile).

### Activités hors agriculture
24 établissements sont implantés  à Saint-Just-et-Vacquières au 31 décembre 2019. Le tableau ci-dessous en détaille le nombre par secteur d'activité et compare les ratios avec ceux du département,.
Le secteur de la construction est prépondérant sur la commune puisqu'il représente 29,2 % du nombre total d'établissements de la commune (7 sur les 24 entreprises implantées  à Saint-Just-et-Vacquières), contre 15,5 % au niveau départemental.

### Agriculture
La commune est dans les Garrigues, une petite région agricole occupant le centre du département du Gard. En 2020, l'orientation technico-économique de l'agriculture  sur la commune est la polyculture et/ou le polyélevage.
|               | 1988 | 2000 | 2010 | 2020 |
| ------------- | ---- | ---- | ---- | ---- |
| Exploitations | 21   | 12   | 16   | 10   |
| SAU (ha)      | 403  | 315  | 433  | 315  |

Le nombre d'exploitations agricoles en activité et ayant leur siège dans la commune est passé de 21 lors du recensement agricole de 1988  à 12 en 2000 puis à 16 en 2010 et enfin à 10 en 2020, soit une baisse de 52 % en 32 ans. Le même mouvement est observé à l'échelle du département qui a perdu pendant cette période 61 % de ses exploitations,. La surface agricole utilisée sur la commune a également diminué, passant de 403 ha en 1988 à 315 ha en 2020. Parallèlement la surface agricole utilisée moyenne par exploitation a augmenté, passant de 19 à 32 ha.

## Culture locale et patrimoine

### Lieux et monuments
- Église Saint-Just de Saint-Just-et-Vacquières.
- Temple protestant de Saint-Just-et-Vacquières.